# 洛夫岩
洛夫岩（英語：Loaf Rock）是南極洲的岩石，位於昂韋爾島西南岸對開海域，處於比斯科角以西6公里，屬於帕默群島的一部分，現時由南極條約體系管理。